# لوكا فيلا
لوكا فيلا هو لاعب كرة قدم إيطالي في مركز الدفاع، ولد في 14 نوفمبر 1999 في سغراتي في إيطاليا.

## وصلات خارجية
- لوكا فيلا على موقع قاعدة بيانات كرة القدم.إي يو (الإنجليزية)
- لوكا فيلا على موقع Soccerway.com (الإنجليزية)
- لوكا فيلا على موقع عالم كرة القدم.نت (الإنجليزية)